# Rieste (Bienenbüttel)
Rieste ist ein Ortsteil der Einheitsgemeinde Bienenbüttel im niedersächsischen Landkreis Uelzen.
Der Ortsname wurde von der archäologischen Forschung als Typenbezeichnung für eine bestimmte Art von Bestattungsplätzen an der Niederelbe übernommen (waffenführendes Gräberfeld ohne Schmuckbeigabe).

## Geografie und Verkehrsanbindung
Rieste liegt südwestlich des Kernortes Bienenbüttel an der Kreisstraße K 20. Östlich verläuft die B 4 und fließt die Ilmenau. Das etwa 250 ha große Naturschutzgebiet Schierbruch und Forellenbachtal erstreckt sich nördlich.

## Sehenswürdigkeiten

### Baudenkmale
In der Liste der Baudenkmale in Bienenbüttel sind für Rieste zwei Baudenkmale aufgeführt:
- Wohnwirtschaftsgebäude (Am Vogelberg 1)
- Wohnhaus (Riester Straße 23)